# Елмер (Оклахома)
Елмер (енгл. Elmer) град је у америчкој савезној држави Оклахома.

## Демографија
По попису из 2010. године број становника је 96, што је 0 (0,0%) становника више него 2000. године.
| Група             | 2000.      | 2010.      |
| Белци             | 79 (82,3%) | 71 (74,0%) |
| Афроамериканци    | 2 (2,1%)   | 0 (0,0%)   |
| Азијати           | 0 (0,0%)   | 0 (0,0%)   |
| Хиспаноамериканци | 12 (12,5%) | 22 (22,9%) |
| Укупно            | 96         | 96         |